# Duello di Dio

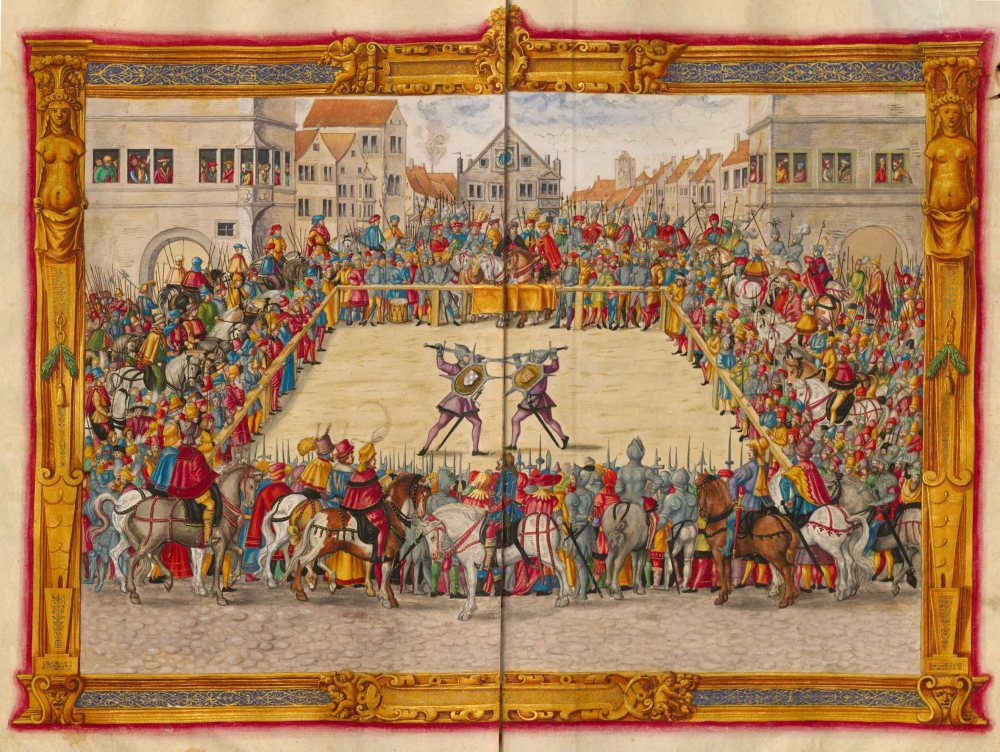
Un combattimento giudiziario del 1409 ad Augusta. Dipinto negli anni 1540 da Paulus Hector Mair, Monaco cod. icon. 393.

Il duello di Dio, detto anche duello giudiziario, duello ordalico o combattimento giudiziario, era una forma di duello diffusa durante il Medioevo in Europa, in particolare presso i popoli di ceppo germanico. Si trattava di una forma di ordalia, istituto tipico del diritto germanico, nella quale una contesa giudiziaria veniva risolta attraverso il combattimento tra i due contendenti o i loro campioni.
Si riteneva che l'esito del duello, condotto secondo precisi rituali, non dipendesse tanto dal valore dei combattenti, quanto dal giudizio di Dio, che non poteva che premiare colui che fosse nel giusto. Si distingue quindi dalla faida, poiché questa era una mera forma di regolazione dei conflitti privati tra due individui o due gruppi, senza implicazioni né sovrannaturali né di validità giuridica.
La progressiva affermazione dei poteri statuali e la crescente opposizione della Chiesa portarono al declino del duello di Dio, che scomparve definitivamente nel corso del XVI secolo.

## Caratteristiche
Come ogni ordalia, il duello di Dio era considerato, all'interno degli ordinamenti giudiziari germanici, una forma di giudizio divino ("iudicium Dei") che veniva concessa dal giudice alle parti contendenti, sia in ambito civile sia in ambito criminale. La concezione che stava alla base di tale istituto era quella, "barbarica", che vedeva i campi del diritto, della morale e della religione come un tutt'uno inscindibile; inoltre, al culto di Dio si accompagnavano quelli, altrettanto caratteristici, della forza fisica e delle armi.
Le ricostruzioni più complete dei duelli giudiziari riguardano quelli combattuti durante il Basso Medioevo, sia presso le corti feudali sia presso i comuni. Castelli e città erano stabilmente attrezzati con appositi campi chiusi dalle caratteristiche e dalla forme definite, all'interno dei quali si schieravano i due campioni. Le armi erano determinate dai giudici e lo scontro poteva protrarsi per più giorni; la morte non era l'esito necessario, e anzi ricorreva piuttosto raramente: di norma, la sconfitta era sancita dal toccar terra con il capo, dalla fuoriuscita dal campo di battaglia o dalla resa di uno dei due campioni.

## Storia
I primi riferimenti al duello come strumento di risoluzione delle contese tra i Germani risalgono agli storici romani che, da Velleio Patercolo a Tacito, sottolineano l'incompatibilità di tale prassi con la concezione romana dello Stato ("res publica"). Il combattimento giudiziario era presente presso numerosi popoli germanici e nelle leggi dei relativi regni romano-barbarici (Goti, Dani, Anglosassoni, Sueoni, Longobardi, Franchi, Sassoni, ecc.), per essere infine ancora attestato nei comuni medievali.

### Il duello di Dio presso i Goti
Il combattimento giudiziario era regolarmente praticato presso i diversi rami della grande famiglia gotica, salvo poi declinare in seguito alla stabilizzazione dei regni romano-barbarici dominati da Goti. Così, una volta insediato il suo Regno ostrogoto tra Italia e Illiria, Teodorico invitò i Goti rimasti in Pannonia ad abbandonare il ricorso al duello per dirimere le loro contese, suggerendo loro di prediligere invece le normali vie giudiziarie.

### Il duello di Dio presso i Longobardi
La prima testimonianza di un duello giudiziario in Italia è quella riportata dallo storico franco Fredegario: nel 624 Pittone, campione della regina Gundeperga, uccise Adalulfo, che aveva accusato la sovrana di adulterio e di aver ordito una congiura insieme al duca Tasone, in un duello di Dio voluto dai legati franchi intervenuti a favore di Gundeperga, che a causa dell'accusa era stata rinchiusa nel castello di Lomello dal marito Arioaldo. L'esito del duello comportò la completa riabilitazione della regina, che poté tornare a fianco del re.
Il duello di Dio fu in seguito dettagliatamente normato dall'Editto di Rotari, fin dai primi articoli. Rotari riconosceva il duello, condotto in prima persona o attraverso un campione, quale prova giudiziaria definitiva di istanza superiore al giuramento (art. 9). L'art. 198 precisa la possibilità di ricorrere al combattimento, sempre come seconda e definitiva istanza rispetto al giuramento, nel caso specifico della calunnia nei confronti di una ragazza soggetta a mundio, qualora questa fosse accusata di essere prostituta o strega. Altri articoli indicano il campo di applicazione del duello di Dio nei casi di una moglie accusata di tramare per la morte del proprio marito (art. 202) o di adulterio (art. 213), mentre l'art. 368 prescrive il divieto per i duellanti di portare su di sé erbe malefiche.
Il ricorso a tale pratica fu in seguito fortemente limitato; in particolare, fu la legislazione di Liutprando a tentare di limitare i duelli, esplicitamente appellandosi alla fallacia del preteso "giudizio di Dio: «incerti sumus de iudicio dei». Il fatto che lo stesso sovrano abbia potuto soltanto sconsigliare anziché vietare il duello di Dio attesta tuttavia quanto la pratica fosse radicata presso i Longobardi.

#### Il declino del duello di Dio in Italia
Con l'evolversi del Regno longobardo il duello di Dio era stato dunque progressivamente limitato a favore delle prove testimoniali e documentali; la caduta del regno (774), tuttavia, e la sostituzione della classe dominante longobarda con quella franca, ancora più ancorata alle tradizioni germaniche, ridiede ampia diffusione alla pratica. I Carolingi prima (VIII-IX secolo) e gli Ottoni poi (in particolare Ottone I, X secolo) sostennero apertamente il combattimento giudiziario, cui si fece quindi ampiamente ricorso fino alla crisi definitiva dell'istituto dell'ordalia, nel XIII secolo.
Il Liber Augustalis di Federico II circoscrisse drasticamente l'applicazione del duello di Dio, limitandolo ai casi in cui si dibattesse, in assenza di altre prove, di omicidi commessi con veleno, o di tradimento e di lesa maestà. Analoghi provvedimenti furono adottati da Luigi IX di Francia e da Alfonso X di Castiglia, anche se parallelamente l'istituto conobbe ampia diffusione presso i primi liberi comuni.
Sempre a partire dal XII secolo era andata anche crescendo l'opposizione della Chiesa cattolica, con i decreti di Niccolò I, Gregorio IX e Alessandro III: il duello, anziché "di Dio", iniziò a essere considerato empio, giacché supponeva la pretesa di imporre a Dio di manifestarsi attraverso un miracolo dietro richiesta umana.
"Il solo che si ponga il problema del perché del duello, è Dante; e la sua è un'appassionata difesa, che per amor di tesi chiama a raccolta testi sacri e profani, esempi biblici e storici, a testimonianza dell'intervento divino, di quell'intervento che sovverte la sproporzione delle forze e permette al piccolo Davide d'abbattere il gigante Golia: per lui, «iustitia in duello succumbere nequit» e «de iure acquiritur quod per duellum acquiritur» (Monarchia, II, 9, 6). La difesa di Dante, aspramente polemica contro gli «iuristi presumptuosi» (II, 10, 9), arrivava tardi. (...) Il duello giudiziario era entrato proprio al tempo di Dante in una crisi da cui non si sarebbe più sollevato. Le forze congiunte della Chiesa e del diritto romano ne avevano imposto la condanna; e di questa aveva agevolato l'esecuzione il rinnovamento sociale operato dalla fioritura della civiltà cittadina e dai comuni".

### Il duello di Dio presso i popoli germanici settentrionali
Saxo Grammaticus, nella sua Gesta Danorum, testimonia l'ampia diffusione del duello di Dio presso i Dani: secondo re Frotone III qualsiasi controversia doveva essere decisa attraverso il combattimento, del quale prescrisse minuziosamente le regole. Le antiche cronache anglosassoni e vichinghe rimarcano non solo la diffusione del combattimento giudiziario, ma anche la particolare enfasi sull'abilità come duellanti dei sovrani delle varie stirpi germaniche settentrionali.

### Fonti primarie
- (LA) Fredegarius, Chronicarum quae dicuntur Fredegarii scholastici libri IV cum Continuationibus, a cura di Bruno Krusch, in Monumenta Germaniae Historica. Scriptores rerum Merovingicarum, vol. 2, Hannoverae, impensis bibliopolii Hahniani, 1888,  pp. 1-193.
- Leges Langobardorum, in  Friedrich Bluhme (a cura di), Monumenta Germaniae Historica, Hannover, 1868,  Leges (in Folio), IV. Trad. it:  Claudio Azzara; Stefano Gasparri (a cura di), Le leggi dei Longobardi. Storia, memoria e diritto di un popolo germanico, 2ª ed., Roma, Viella, 2005, ISBN 88-8334-099-X.

### Letteratura storiografica
- Claudio Azzara; Stefano Gasparri (a cura di), Le leggi dei Longobardi. Storia, memoria e diritto di un popolo germanico, 2ª ed., Roma, Viella, 2005, ISBN 88-8334-099-X.
- Marco Cavina, Il sangue dell'onore. Storia del duello, Roma-Bari, Laterza, 2005, ISBN 88-420-7515-9.